# Itzimté
Itzimté es una zona arqueológica de la cultura maya ubicada en el municipio de Hopelchén al norte del estado de Campeche en México cerca de la localidad de Bolonchén de Rejón. Itzimté pertenece a la región Puuc y se desarrolló entre el periodo clásico tardío y el posclásico temprano. El sitio está integrado por edificios del estilo arquitectónico Puuc como palacios con múltiples cámaras y templos dispersos en varios grupos arquitectos, también se han recuperado varias estelas y dinteles tallados con inscripciones jeroglíficas con la imagen de algunos gobernantes locales y registros calendáricos fechados en el periodo clásico tardío.

## Ubicación
La zona arqueológica de Itzimté se ubica en el estado mexicano de Campeche dentro del municipio de Hopelchén a aproximadamente 2.5 kilómetros de la ciudad de Bolonchén de Rejón sobre la Carretera Federal 261 con rumbo a Hecelchakán. A pesar de su extensión y del tamaño de las estructuras, el sitio se encuentra abandonado y cubierto casi en su totalidad de vegetación selvática por lo que se encuentra cerrado al acceso público.

## Arqueología
El sitio arqueológico de Itzimté fue descubierto y documentado por primera vez en 1842 por el explorador John Lloyd Stephens donde durante una pequeña estadía realizó una temprana descripción arqueológica de los hallazgos que pudo registrar, al momento de su llegada el sitio ya era conocido y llamado Itzimté por la gente local y ya mostraba saqueo de piedra para usarlas en otras construcciones. Años después fue visitado y explorado por el arqueólogo Teobert Maler en 1887 durante una expedición por el norte de Campeche y las regiónes Puuc y Chenes, en su visita al sitio tomó varias fotografías de las estructuras principales y reportó que presentaban severas muestras de saqueo. Desde entonces el sitio ha permanecido abandonado por las autoridades arqueológicas, en la década de 1970 varias estelas de Itzimté fueron trasladadas al Museo de Arquitectura Maya Baluarte de la Soledad en la ciudad de Campeche donde se exhiben actualmente. La gran mayoría de las estelas se encontraron en la estructura 30 del sitio también llamada como la Plataforma de Estelas.
Las estelas de Itzimté presentan imágenes simbólicas y mitológicas que se relacionaban con la elite local de la ciudad, principalmente representando a sus gobernantes encarnando a la Serpiente de Guerra como forma de legitimar su gloria y poder autoritario, hasta el momento se han registrardo 12 estelas y 2 dinteles provenientes de Itzimté. En la estela 1 aparece un gobernante local parado en posición de poder portando el casco de la Serpiente de Guerra que se caracteriza por las tres cabezas de serpiente en la parte superior. El dintel 1 recuperado del edificio 39 es considerado como uno de los monumentos mejor preservados de Itzimté lo que ha facilitado su estudio, en este se ilustra a un gobernante finamente ataviado con un gran tocado de plumas parado sobre un glifo de carácter calendárico de 4 ajaw k’in representando una fecha de final de ciclo que corresponde al año 731 d. C. siendo también la fecha más antigua registrada en Itzimté, a la derecha se encuentra una pequeña inscripción jeroglífica que menciona un lugar descifrado como Nah Ho’ Chan Bob que se ha identificado como un posible lugar mítico en una geografía sagrada, dando a entender que el gobernante buscaba legitimar una identidad divina de autoridad y vincularse con un espacio sagrado.